# 道の駅きんぽう木花館

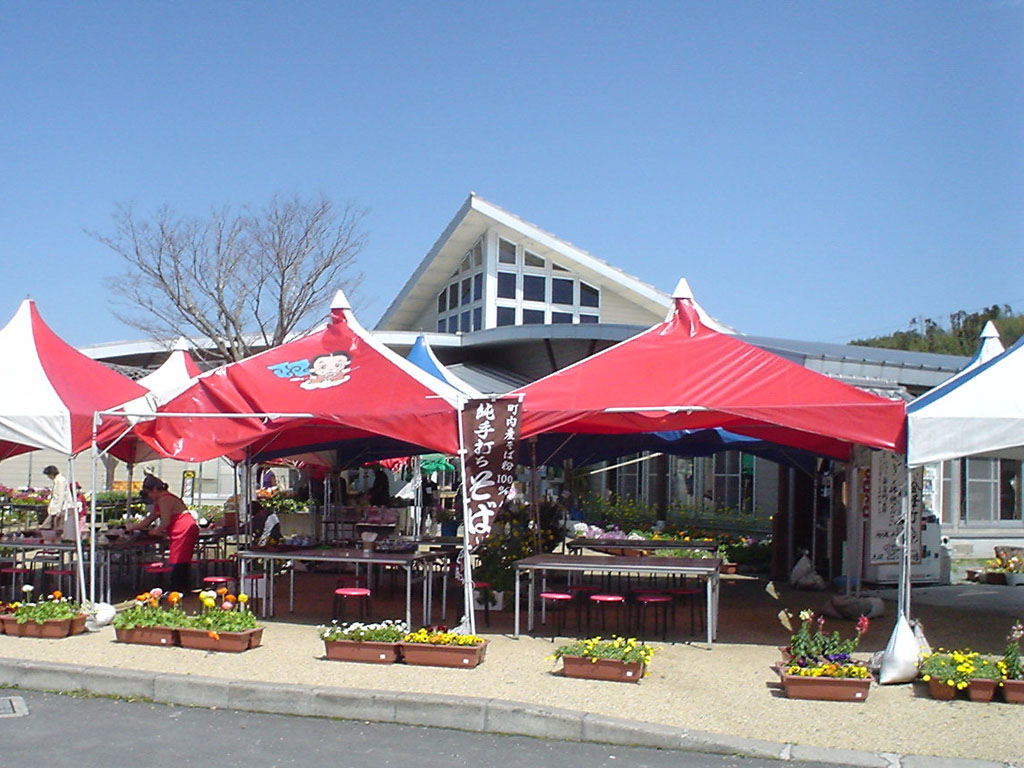
火災前の店舗（2004年）

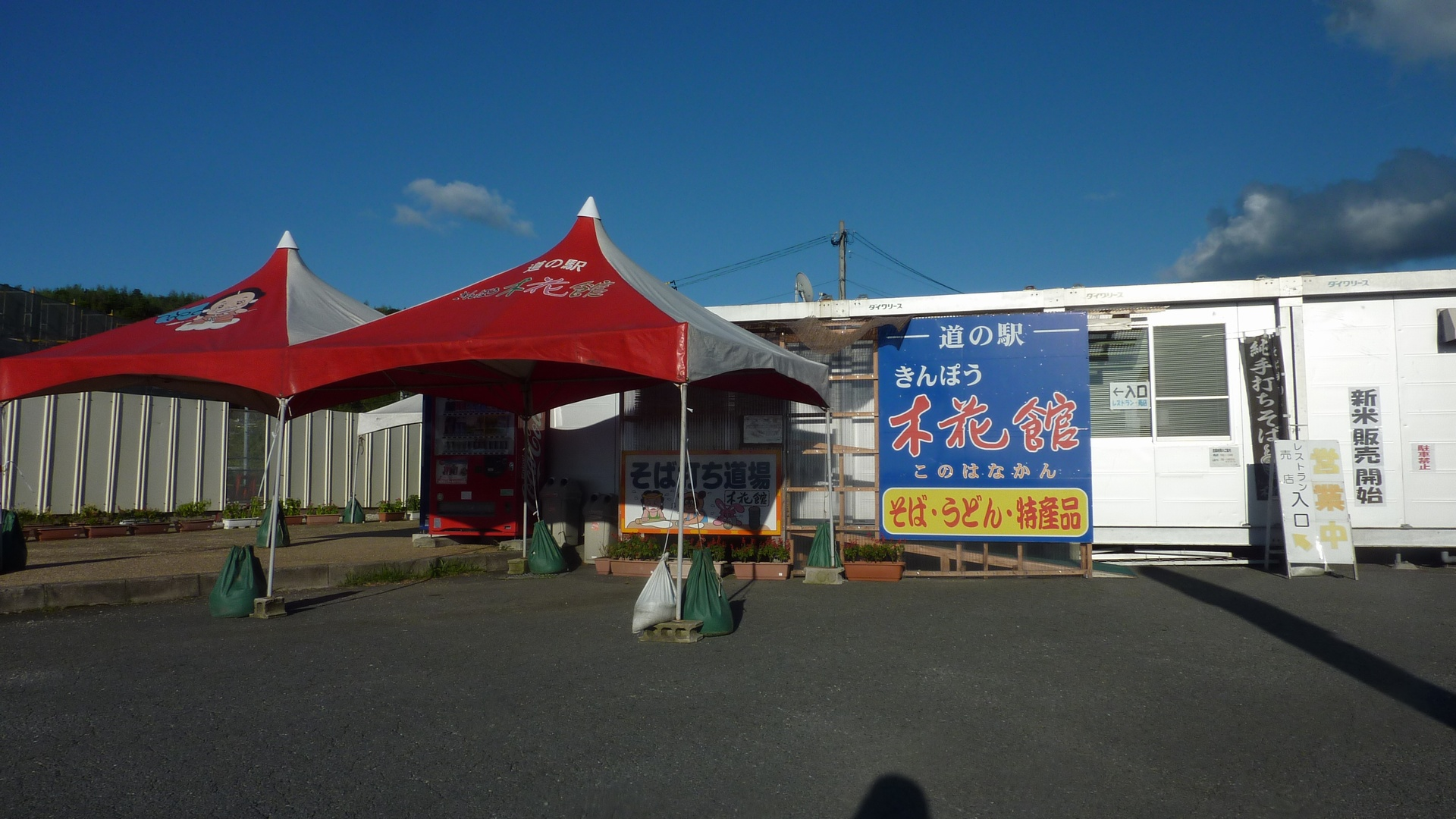
仮店舗（2010年8月）

道の駅きんぽう木花館（みちのえき きんぽうこのはなかん）は、鹿児島県南さつま市にある国道270号の道の駅である。

## 概要
「いなほ館」が指定管理者として施設を管理している。「いなほ館」は南さつま市とJAさつま日置（さつま日置農業協同組合）の共同出資による第三セクターであり、 県道鹿児島加世田線沿いにある温泉施設の名称でもある。
2009年9月14日未明の火災により施設が半焼し、10月30日に仮店舗を設置。2010年10月23日に新店舗での営業を再開した。この火災は放火とされ、2010年1月29日に容疑者が逮捕された。

## 施設
- 駐車場
  - 普通車：54台
  - 身障者用：2台
  - 第二駐車場大型自動車駐車可
- トイレ
  - 仮設トイレ大 2器・小 1器
- 自動販売機
- 情報・休憩コーナー（9:00 - 18:00）
- レストラン「木花館」（9:00 - オーダーストップ14:30）
- 売店「木花館・物産館」（9:00 - 18:00）
- そば打ち体験道場（9:00 - 14:00）

## 休館日
- 1月1日 - 1月3日

## アクセス
- 国道270号 - 登録路線

## 周辺
- 吹上浜
- 金峰山
- 金峰温泉交流の郷 いなほ館
- 歴史館：歴史交流館金峰
- 回廊パーク「木花公園」